# Accademia Reale di Torino
L'Accademia Reale di Torino nacque dalla Reale Scuola di Artiglieria e Fortificazioni sabauda.
Fu un'Accademia militare dal 1815 al 1862 e quindi accademia d'artiglieria fino al 1943.

## Storia

### L'Accademia Reale (1679-1798)
Nel 1673 l'architetto ducale Amedeo di Castellamonte, su progetto del defunto Duca Carlo Emanuele II e incentivato dalla reggente Madama Reale Maria Giovanna Battista di Savoia-Nemours, madre del piccolo Vittorio Amedeo II, iniziò la costruzione di un palazzo destinato a racchiudere un'accademia cavalleresca, centro di studi e di formazione per la nobiltà di tutta Europa, sul modello delle Ritterakademien di altri paesi europei. Nel 1676-1680 il fabbricato fu costruito da Carlo Buzzi del fu Francesco di Viggiù. Deodato Ramelli del fu Cesare di Grancia, Carlo Ferretti del fu Giorgio di Torre e Antonio Casella di Giovanni Battista di Carona ebbero il compito di reperire e trasportare in loco il materiale lapideo utilizzato per la costruzione da Chianocco in Val di Susa dove si trovavano le cave.
Il primo gennaio 1679 fu inaugurata la Reale Accademia di Savoia, alla quale affluirono prìncipi e giovani di nobili casati. Accanto ai sudditi sabaudi, vi erano italiani di ogni provenienza (in particolare dallo Stato Pontificio e dalla Repubblica di Venezia), ma un nucleo particolarmente consistente era rappresentato da inglesi, tedeschi, austriaci, boemi, polacchi, russi. Il meglio dell'aristocrazia di tali Paesi sino alla fine del Settecento trascorse a Torino più o meno lunghi periodi per formarsi come gentiluomini.
L'Accademia Reale non era un'accademia militare, bensì una scuola per formare i giovani gentiluomini alla vita di corte: vi si insegnavano letteratura e storia, italiano e francese, ma anche il ballo, la scherma, gli esercizi equestri (per cui gli studenti disponevano dell'edificio della cavallerizza). Gli studenti, inoltre, erano portati ad assistere a diverse lezioni dell'Università di Torino. Ampio spazio era poi dedicato alle materie militari, soprattutto all'architettura ed alle fortificazioni. L'Accademia Reale, comunque, non era un'accademia militare; i suoi studenti non studiavano per divenire militari: si trattava di una carriera possibile, certo, ma non dell'unica.
Il Re Vittorio Amedeo II diede un primo riassetto all'istituto nel 1729: furono ammessi anche gli studenti universitari e conseguentemente i corsi furono organizzati in tre distinti "appartamenti", secondo l'indirizzo degli allievi.
Con una successiva riforma, nel 1756, i giovani a carriera militare furono avviati ad un corso di studio, mentre teologi e alti funzionari ricevettero un'istruzione più consona alla loro formazione. Nel 1798 la Reale Accademia di Savoia fu soppressa dai Francesi che avevano occupato lo Stato sabaudo.

### L'Accademia Militare (1815-1943)
All'indomani della Restaurazione, il 2 novembre 1815, Vittorio Emanuele I istituì la Regia Militare Accademia, ponendole la sede nel palazzo castellamontiano che già aveva ospitato l'Accademia Reale. Il nuovo istituto differiva totalmente dal precedente: si trattava, infatti, di un istituto destinato unicamente a sudditi degli Stati sabaudi che desiderassero intraprendere la carriera militare. Ad esso si accedeva con la sola approvazione sovrana: 200 era il numero degli allievi previsti. Di essi 75 erano a carico del Governo; vi erano poi 16 “Paggi d'onore”, con pensione pagata dalla Reale Casa. L'Accademia Militare portava in sé, quindi, la tradizione dell'antica Paggeria di corte. L'ammissione era tra i 9 e i 12 anni di età e la durata del corso era di 8 anni per ottenere i gradi di sottotenente alla Fanteria o alla Cavalleria; di nove anni invece era il corso di studi per gli allievi dell'Artiglieria e del Genio, dai quali si usciva con il grado di Luogotenente.
Il 15 marzo 1849 Carlo Alberto concesse all'istituto la Bandiera tricolore, in sostituzione di quella con la croce bianca in campo rosso. Dal 1857 furono ammessi solo giovani di almeno 16 anni; i corsi furono ridotti a 3 anni per gli allievi destinati ad entrare nelle “Armi di linea” ed a 4 anni per quelli che si preparavano per le “Armi speciali”. Due anni dopo si istituì un corso suppletivo presso la Scuola Militare di Fanteria di Ivrea, ma un anno dopo, il Ministro della Guerra, presentò istanza per tre distinti corsi di formazione degli Ufficiali di Fanteria, di Cavalleria e delle Armi Speciali (Stato Maggiore, Artiglieria e Genio), con età richiesta minima di 19 anni compiuti (R.D. del 13 marzo 1860).
(Art. 2 dello stesso Regio Decreto)
Successivamente lo stesso ministro, il generale Manfredo Fanti, pensò di istituire un'altra Scuola Militare, l'accademia militare di Modena, e unificando i corsi con le Accademie di Torino e di Napoli, dal 1865 fu l'unico istituto di reclutamento e formazione degli Ufficiali di Fanteria e Cavalleria del Regio Esercito Italiano.
La Scuola d'Applicazione delle Armi di Artiglieria e Genio nel 1897, fu posta assieme alla Regia Accademia Militare sotto un unico comando. Nel 1923 assume la denominazione ufficiale di Accademia militare di artiglieria e genio. Nel 1928 acquisì poi il titolo di Regia Accademia. Lo stabile che ospitava l'Accademia fu seriamente lesionato in diversi episodi a partire dal 1936. Trasferita a Lucca nel 1943, fu sciolta dopo l'8 settembre.

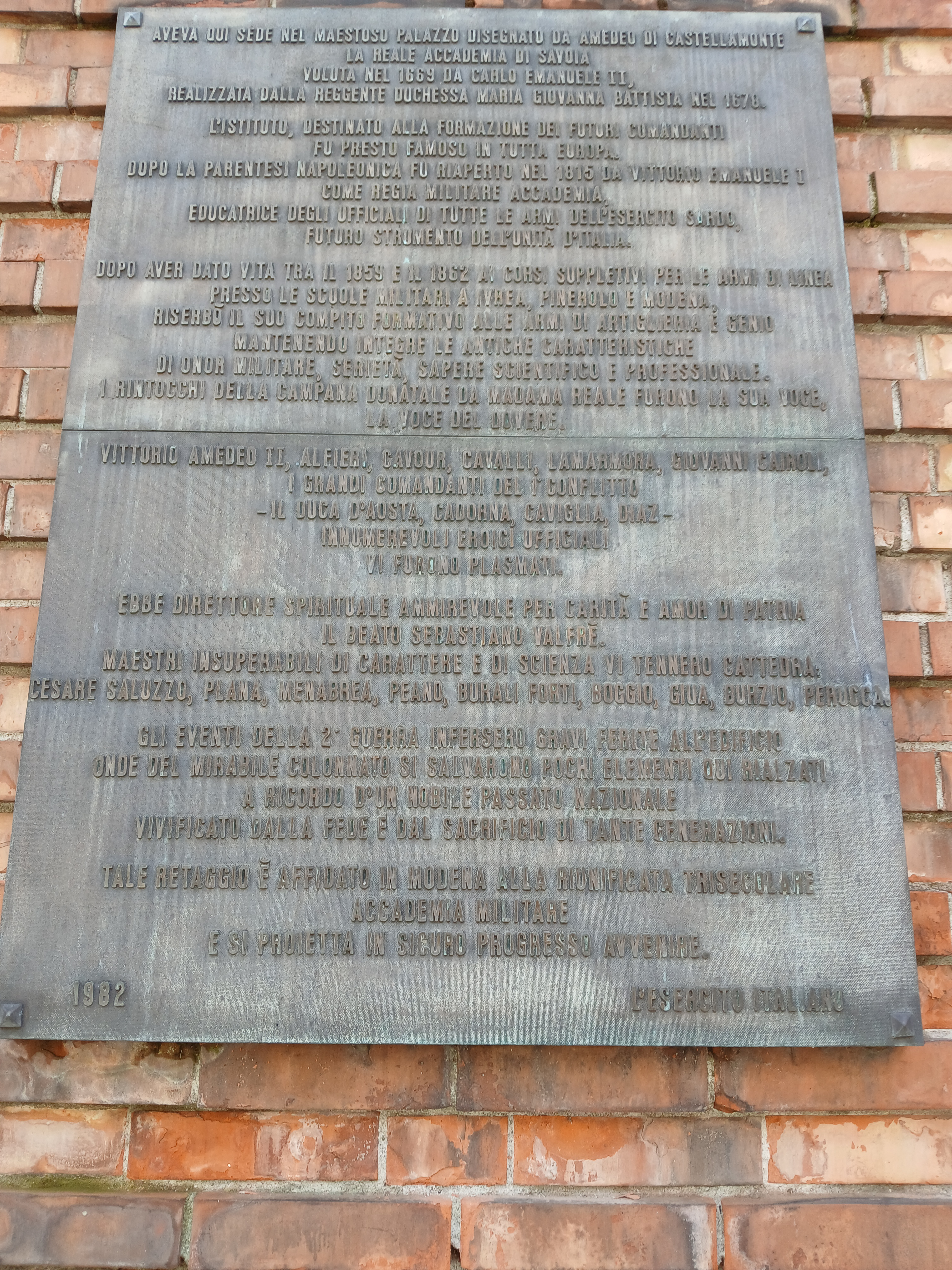
Lapide commemorativa

I fabbricati rimasti intatti sono ancora oggi sede del 1º Reparto Infrastrutture dell'Esercito Italiano.

## Architettura
Parte integrante di una struttura più ampia denominata "zona di comando" (sede di organi amministrativi del Regno Sabaudo), l'edificio dell'accademia era costituito da tre maniche che insieme al corpo di fabbrica dell'Antico Teatro Regio chiudevano un cortile interno. I fabbricati, a tre piani fuori terra con un loggiato verso il cortile, a sud e ad est furono edificati da Amedeo di Castellamonte mentre quello a nord fu opera dell'architetto Filippo Juvarra.
Sfortunatamente a seguito di un incendio nel corpo del teatro nel 1936 e delle lesioni causate dai bombardamenti di Torino del 1942, della fabbrica castellamontiana seicentesca permangono pochi frammenti del loggiato: un breve tratto della manica di levante in via Verdi. Nel 1959 ci fu una ulteriore demolizione per fare posto all'attuale Teatro Regio di Carlo Mollino.
Ciononostante nel 1997 l'edificio è stato inserito nella lista del Patrimonio dell'umanità in quanto parte del sito seriale UNESCO Residenze Sabaude.